# 브란하멜라
브란하멜라(Branhamella)는 세균의 한 속으로, 브란하멜라에 속한 유일한 종이었던 '브란하멜라 카타랄리스'(Branhamella catarrhalis)는 모락셀라 카타랄리스(Moraxella catarrhalis)로 재분류되었다.